# Karel la Fargue
Karel la Fargue (La Haia, 1 de juny de 1738 - 30 de setembre de 1793) fou una pintora neerlandesa del segle xviii.

## Biografia
Nascuda a la Haia, era filla de Thomas la Fargue i germana menor de Paulus Constantijn la Fargue. Els seus altres germans Maria Margaretha, Jacob Elias i Isaac Lodewijk també van ser pintors.El 1768 va ser membre de la Confraria Pictura, juntament amb el seu germà Isaac. És coneguda per les seves vistes topogràfiques com el seu germà gran.